# 腺饰毛蕨
腺饰毛蕨（学名：Cyclosorus aureoglandulifer）为金星蕨科毛蕨属下的一个种。